# Липовая (гора, Бунарский хребет)
Ли́повая — гора на Среднем Урале, в районе города Кировграда Свердловской области. Северная оконечность Бунарского хребта. По северному и восточному склонам горы проходит граница муниципального округа Верхний Тагил и Кировградского муниципального округа.

## География
Гора Липовая расположена в центре треугольника между городами Верхнего Тагила, Кировграда и посёлка Нейво-Рудянка. Высота вершины — 374,5 метра над уровнем моря, что примерно соответствует высоте соседней Мейдачной горы, расположенной в 4 километрах к югу от Липовой. Южнее Липовой пролегает автодорога Нейво-Рудянка — Верхний Тагил, западнее протекает река Калата. К востоку от горы находится линия электропередач, садоводческие товарищества и покинутый посёлок Андреевский, а в 3 километрах от вершины расположено Чигирское озеро.
Со стороны Андреевского до Липовой горы ведёт лесная тропа. Добраться до самого Андреевского можно по лесной дороге со стороны Кировграда или Нейво-Рудянки.